# Luna Sea

Logotyp zespołu

LUNA SEA – japoński zespół rockowy nurtu visual kei założony w 1989 roku w Kanagawie, rozwiązany w 2000 roku w Tokio. Jest uważany za jednego z pionierów visual kei. Formacja jest jedną z grup z największą liczbą sprzedanych wydawnictw muzycznych w Japonii. Została sklasyfikowana na 90. miejscu listy 100 najwybitniejszych japońskich artystów wszech czasów według HMV w 2003 roku.

## Historia
Zespół Lunacy (później LUNA SEA) utworzony został w 1986 roku przez J’a i Inorana. W 1989 dołączyli do niego Shinya oraz Sugizo, później także Ryuichi.
Dzięki pomocy Hide z X Japan trafili do wytwórni Yoshikiego, Extasy Records. W kwietniu 1991 roku wydali swój debiutancki album jako LUNA SEA.
Zespół zdobywał popularność na coraz szerszą skalę. Wyruszali w trasy koncertowe, na których zbierały się rzesze fanów. W 1995 roku odbył się największy w ich karierze koncert – Lunatic Tokyo – w Tokyo Dome.
Pięć lat później, w których czasie nagrali kilka płyt, 26 i 27 grudnia 2000 roku w Tokyo Dome odbyły się dwa pożegnalne koncerty, po czym zespół LUNA SEA definitywnie się rozwiązał.
Po siedmiu latach od rozpadu zespołu, w grudniu 2007 roku pojawili się tam ponownie, dając koncert GOD BLESS YOU ~One Night Dejavu~.
Pod koniec sierpnia 2010 roku, na specjalnej konferencji w Hongkongu zespół zapowiedział swój powrót, a także pierwszą światową trasę koncertową 20th ANNIVERSARY WORLD TOUR „REBOOT” ~to the New Moon~ obejmującą pięć państw: Niemcy, USA, Chiny, Tajwan i Japonię, rozpoczynającą się 27 listopada 2010, która potrwa do wigilii świąt Bożego Narodzenia.
9 kwietnia 2011 roku w związku z ogromem spustoszeń spowodowanych przez trzęsienie ziemi i fale tsunami, jakie dotknęły Japonię 11 marca u wybrzeży regionu Tōhoku, zespół postanowił wydać za pomocą dystrybucji cyfrowej zupełnie nowy utwór „PROMISE”, który był ich pierwszym, nowym wydaniem od przeszło 10 lat.
W roku jubileuszu 30-lecia zespołu, który nastąpił w 2019, ukazał się ich 10. album „CROSS”, który powstał we współpracy z sześciokrotnym laureatem nagrody Grammy, międzynarodowym producentem muzycznym Stivem Lillywhite.
Na początku 2022 roku zespół wstrzymał działalność na czas nieokreślony, z powodu poddania się operacji wokalisty zespołu Ryuichiego mającej na celu usunięcie drobnych zmian mikronaczyniowych ze strun głosowych.
Zespół powrócił rok później, wydając dwa albumy „MOTHER” i „STYLE” z własnymi coverami, a także trasą koncertową DUAL ARENA TOUR.
Zespół LUNA SEA zorganizował w 2024 roku największą ogólnokrajową trasę koncertową w swojej karierze, aby uczcić 35. rocznicę powstania.
22 lutego 2025 roku w Tokyo Dome miał miejsce wspólny koncert w wykonaniu LUNA SEA i GLAY.

## Członkowie
- Ryuichi – wokal
- SUGIZO – gitara, skrzypce
- INORAN – gitara
- J – bas
- Shinya – perkusja

## Dyskografia

### Dema
- LUNACY (9 sierpnia 1989; 100 kopii)
- SHADE (8 grudnia 1989; 1000 kopii)
- LASTLY (10 czerwca 1990; 180 kopii)

### Albumy
- LUNA SEA (21 kwietnia 1991)
- IMAGE (21 maja 1992)
- EDEN (21 kwietnia 1993)
- MOTHER (26 października 1994)
- STYLE (22 kwietnia 1996)
- SHINE (23 lipca 1998)
- LUNACY (12 lipca 2000)
- LUNA SEA (16 marca 2011) (Nagrany ponownie)
- A WILL (13 grudnia 2013)
- LUV (20 grudnia 2017)
- Cross (18 grudnia 2019)

### Kompilacje
- SINGLES (17 grudnia 1997)
- PERIOD ~THE BEST SELECTION~ (23 grudnia 2000)
- another side of SINGLES II (6 marca 2002)
- Complete Single Box (23 grudnia 2003)
- Complete Album Box (29 maja 2004)
- Slow (23 marca 2005)
- LUNA SEA COMPLETE BEST (26 marca 2008)
- Premium Box (16 marca 2011)
- Complete Best -Asia Limited Edition- (27 marca 2013)
- 25th Anniversary Ultimate Best -The One- (28 maja 2014)

### Albumy koncertowe
- NEVER SOLD OUT (29 maja 1999)
- LUNA SEA 3D IN LOS ANGELES (1 czerwca 2011)
- Never Sold Out 2 (28 maja 2014)

### Single
- BELIEVE (24 lutego 1993)
- IN MY DREAM (WITH SHIVER) (21 lipca 1993)
- ROSIER (21 lipca 1994)
- TRUE BLUE (21 września 1994)
- MOTHER (22 lutego 1005)
- DESIRE (13 listopada 1995)
- END OF SORROW (25 marca 1996)
- IN SILENCE (15 lipca 1996)
- STORM (15 kwietnia 1998)
- SHINE (3 czerwca 1998)
- I for You (1 lipca 1998)
- gravity (29 marca 2000)
- TONIGHT (17 maja 2000)
- LOVE SONG (8 listopada 2000)
- PROMISE (9 kwietnia 2011)
- THE ONE -crash to create- (21 marca 2012)
- The End of the Dream / Rouge (12 grudnia 2012)
- Thoughts (28 sierpnia 2013)
- Ran (13 listopada 2013)
- Limit (22 czerwca 2016)
- Sora no Uta ~Higher and Higher~/Hisōbi (29 maja 2019)
- The Beyond (29 kwietnia 2020)

### VHS/DVD
- IMAGE or REAL (22 lipca 1992)
- Sin After Sin (16 grudnia 1993)
- ECLIPSE I (24 maja 1995)
- LUNATIC TOKYO (15 lipca 1996)
- REW (21 maja 1997)
- 10TH ANNIVERSARY GIG -NEVER SOLD OUT- CAPACITY INFINITY LIVE (29 września 1999)
- 10TH ANNIVERSARY GIG -NEVER SOLD OUT- CAPACITY INFINITY DOCUMENT (29 września 1999)
- THE FINAL ACT TOKYO DOME (29 maja 2001)
- ECLIPSE II (28 listopada 2001)
- Mafuyu no Yagai-Manatsu no Yagai (21 grudnia 2005)
- LUNA SEA GOD BLESS YOU～One Night Dejavu～ (26 marca 2008)
- LUNA SEA 10TH ANNIVERSARY GIG [NEVER SOLD OUT]CAPACITY∞ (30 maja 2010)
- LUNA SEA FIRST ASIAN TOUR 1999 in HONG KONG (15 grudnia 2010)
- LUNA SEA CONCERT TOUR 200 BRAND NEW CHAOS ACT II in Taipei (15 grudnia 2010)
- LUNA SEA 20th ANNIVERSARY WORLD TOUR REBOOT -to the New Moon- TOUR DOCUMENT(13 kwietnia 2011)
- LUNA SEA 20th ANNIVERSARY WORLD TOUR REBOOT -to the New Moon- TOKYO DOME (13 kwietnia 2011)
- LUNACY Kurofuku Gentei GIG ~the Holy Night~ (13 kwietnia 2011)
- Ichiya Kagiri no Fukkatsu Live LUNA SEA Chinmoku no 7 Nen wo (19 października 2011)
- LUNA SEA 3D IN LOS ANGELES (22 lutego 2012)
- LUNA SEA For JAPAN A Promise to The Brave 2011.10.22 SAITAMA SUPER ARENA (28 marca 2012)
- Luna Sea Concert Tour 2000 Brand New Chaos ~20000803 Osaka-jō Hall~ (19 grudnia 2012)
- The End of the Dream -Prologue- (27 marca 2013)
- The End of the Dream Zepp Tour 2012 "Kourin" (27 marca 2013)
- Luna Sea Live Tour 2012-2013 The End of the Dream at Nippon Budokan (29 maja 2013)
- Slave Gentei Gig 2013 Ryōgoku Kokugikan 2013.2.17 (2 maja 2014)
- Live on A Will (24 czerwca 2015)
- Luna Sea The Anniversary 2018 The Luv -World Left Behind- Final 5.29 Nippon Budokan (27 lutego 2019)
- Luna Sea Lunatic X'mas 2018 -Introduction to the 30th Anniversary- 12.22 Image or Real 12.23 Search for My Eden at Saitama Super Arena (23 grudnia 2020)
- Reload 2021.3.28 Saitama Super Arena (8 stycznia 2022)
- Fukkatsu Matsuri -A New Voice- Nippon Budokan 2022.8.26 Day 1 [Silky Voice] (14 marca 2023)
- Fukkatsu Matsuri -A New Voice- Nippon Budokan 2022.8.27 Day 2 [Naked Voice] (14 marca 2023)
- Dual Arena Tour 2023 Mother of Love, Mother of Hate (26 lutego 2025)
- Dual Arena Tour 2023 Un Ending Style (26 lutego 2025)
- Dual Arena Tour 2023 Mother of Love, Mother of Hate Un Ending Style (26 lutego 2025)
- 35th Anniversary Tour 2024 Era to Era Image or Real (26 marca 2025)
- 35th Anniversary Tour 2024 Era to Era Search for My Eden (26 marca 2025)
- 35th Anniversary Tour 2024 Era to Era Image or Real Search for My Eden (26 marca 2025)
- 35th Anniversary Tour 2024 Era to Era Shining Brightly (26 marca 2025)
- 35th Anniversary Tour 2024 Era to Era Brand New Chaos (26 marca 2025)
- 35th Anniversary Tour 2024 Era to Era Shining Brightly Brand New Chaos (26 marca 2025)